# Santos Ladron de Cegama
Santos Ladron de Cegama (Lumbier (Navarra), 1784 - Pamplona (Navarra), 14 d'octubre de 1833) va ser un militar navarrès.
Descendent d'una antiga família noble, fou un militar distingit. Durant la Guerra del Francès fou nomenat coronel, i en 1819 el grau de coronel. Va participar en la Guerra de la Regència d'Urgell lluitant contra els revolucionaris, ascendit a general de brigada i comandant general dels Realistes de Navarra i, després del triomf absolutista a la guerra, governador militar de Pamplona. Posteriorment va obtenir la gran creu de l'Orde d'Isabel la Catòlica.
Trobant-se a Valladolid sense comandament, i vigilat per les simpaties que mostrava pels drets al tron del germà de Ferran VII, va saber de la notícia de la mort del rei abans que el governador militar, veient-se amb Jerónimo Merino i passant per la serra de Demanda a La Rioja. Va ser el primer a proclamar rei a Dom Carles el 6 d'octubre de 1833 a Tricio i l'endemà va prendre el comandament dels voluntaris realistes revoltats a Logronyo i es va dirigir a Navarra, unint-se amb els revoltats reunits entre Viana i Los Arcos, i amb aquesta minsa tropa es va enfrontar a la columna de l'exèrcit que havia sortit de Pamplona a les ordres del brigadier Lorenzo per capturar-lo i fou derrotat en la batalla de Los Arcos, conduït a Pamplona, on fou afusellat el 14 d'octubre de 1833. Els revoltats que no foren capturats a Los Arcos es posaren a Estella a les ordres de Zumalacárregui el 14 de novembre de 1833.